# رايموند بيرل
رايموند بيرل (بالإنجليزية: Raymond Pearl)‏ (3 يونيو 1879- 17 نوفمبر 1940) عالم أحياء أمريكي، ويُعتبر أحد مؤسسي علم الشيخوخة البيولوجية. قضى معظم حياته المهنية في جامعة جونز هوبكنز في بالتيمور. كان بيرل كاتبًا غزير الإنتاج للكتب الأكاديمية والأبحاث والمقالات، فضلاً عن كونه مُشيعًا للعلوم ومحاورًا بها. عند وفاته، أُدرج 841 منشورًا مقابل اسمه.

## النشأة
ولد بيرل في أسرة من الطبقة المتوسطة العليا في 3 يونيو 1879 في فارمنغتون في نيو هامبشاير، ووالداه إيدا ماي (ماكدوفي) وفرانك بيرل. كان بيرل على تماس مع الكلاسيكيات في سن مبكرة. أراد والداه وجداه أن يدرس اللغة اليونانية واللاتينية، إلا أنه أصبح مفتونًا بعلم الأحياء عندما التحق بكلية دارتموث في سن 16 عامًا، وتخرج بدرجة بكالوريوس، وكان الأصغر سنًا في صفه. عُرف كطالب استثنائي وموسيقي ماهر في داراتموث.
كان قادرًا على العزف على كل آلات النفخ تقريبًا، وخطط لعروض موسيقية للهواة مع أصدقائه وزملائه. التحق بيرل بجامعة ميشيغان في عام 1899، حيث حصل على درجة الدكتوراه في علم الحيوان لعمله على سلوك المستورقات. شارك أيضًا في دراسة تنوع الأسماك للمسح البيولوجي للبحيرات العظمى. التقى بمود إم. ديويت أثناء عمله في مختبر لعلم الحيوان، وأصبحت زوجته فيما بعد. تزوجا في عام 1903، وسافرا في عامي 1905 و1906 وعملوا في جامعة لندن وجامعة لايبزيغ ومحطة الأحياء البحرية في نابولي.
أمضى عامًا دراسيًا تحت إشراف كارل بيرسون في كلية لندن الجامعية، في عام 1906. اكتشف خلال ذلك العام المقاييس الحيوية، والتي يبدو أنها قدمت حلًا للمشكلات التي كان مهتمًا بها في علم الأحياء وعلم الحيوان وعلم تحسين النسل. تابع اهتماماته عند عودته إلى الولايات المتحدة، ولكنه تحول من علم الأحياء إلى علم الوراثة المندلي.

## الحياة المهنية
بدأ اهتمام بيرل بالأساليب الإحصائية في علم الأحياء في جامعة لندن، حيث عمل جنبًا إلى جنب مع كارل بيرسون. استمر كمدرس في جامعة ميشيغان حتى عام 1906، وذهب في نفس العام إلى جامعة بنسلفانيا ليكون مدرسًا في علم الحيوان. أصبح بعدها بعام رئيسًا لقسم الأحياء في محطة التجارب الزراعية الرئيسية في جامعة مين في أورونو حيث درس علم الوراثة للدواجن والحيوانات الأليفة الأخرى. شغل بيرل منصب رئيس الشعبة الإحصائية في إدارة الغذاء بالولايات المتحدة، من عام 1917 حتى عام 1919. طور بيرل قسمًا للإحصاءات المختبرية عندما عيّنته جامعة جونز هوبكنز أستاذًا في المقاييس الحيوية والإحصاء الحيوي. انتُخب زميلًا في جمعية الإحصاء الأمريكية في عام 1920، وأصبح رئيسًا لها أيضًا.

## العادات الاجتماعية والوفاة
عُرف بيرل بشكل كبير برغبته في الحياة وحبه للطعام والمشروبات والموسيقا والحفلات. كان عضوًا رئيسيًا في نادي ساترداي نايت، الذي ضم أيضًا هنري لويس منكن. لم يؤثر منع الكحول على عادات شرب بيرل (التي كانت أسطورية).
عُرف رايموند بيرل أيضًا بعمله في علم الأحياء التجمعي، كما في مجلده لعام 1928، معدل المعيشة: كونه حسابًا لبعض الدراسات التجريبية حول بيولوجيا مدة الحياة. قدم في هذا الكتاب بحثًا مستفيضًا حول تأثيرات الكثافة السكانية على مدة الحياة عند ذباب الفاكهة، موضحا أن الكثافة السكانية المثلى وجدت عند هذه الحشرة في نموذجها التجريبي. أثار ذلك التساؤل عما إذا كان نفس التأثير قد يحدث في الأنواع الأخرى، بما في ذلك البشر أم لا، وأثار عمله الذي أظهر أعمارًا أطول للذباب مع معدلات تمثيل غذائي أقل، أيضًا مسألة ما إذا أمكن العثور على ظاهرة مماثلة في الأنواع الأخرى، بما في ذلك البشر أم لا.
أصبح مرشدًا لجون بي كالهون، المشهور بدراساته البيئية عن مجموعات القوارض وأهميتها المحتملة للإنسان الحديث. يعتقد علماء الأحياء السكانية أن تأثيرات الكثافة السكانية على مدة الحياة هي أكبر مساهمة لرايموند بيرل في العلوم البيولوجية.

كان بيرل بصحة جيدة بحلول نوفمبر عام 1940، وزار حديقة حيوان بالتيمور، لكنه لغى رحلته، إذ شكا من آلام في الصدر، وتوفي في وقت لاحق من ذلك اليوم.

## وصلات خارجية
- رايموند بيرل على موقع الموسوعة البريطانية (الإنجليزية)
- رايموند بيرل على موقع إن إن دي بي (الإنجليزية)